# Susan Richardson (nadadora)
Susan Jane Richardson (Reino Unido, 26 de enero de 1955) es una nadadora retirada especializada en pruebas de estilo combinado. Fue medalla de bronce en 400 metros estilos durante el Campeonato Europeo de Natación de 1974.
Representó a Reino Unido en los Juegos Olímpicos de Múnich 1972 y Montreal 1976.

## Palmarés internacional
| Campeonato Europeo de Natación | Campeonato Europeo de Natación | Campeonato Europeo de Natación | Campeonato Europeo de Natación |
| Año                            | Lugar                          | Medalla                        | Prueba                         |
| ------------------------------ | ------------------------------ | ------------------------------ | ------------------------------ |
| 1974                           | Viena ( Austria)               | Medalla de bronce              | 400 m estilos                  |